# Lista i wyniki gal Thunderstrike Fight League
Lista i wyniki gal Thunderstrike Fight League.

## Lista gal
| Nr | Gala                                           | Data                 | Miejsce                                                  | Transmisja                                      |
| -- | ---------------------------------------------- | -------------------- | -------------------------------------------------------- | ----------------------------------------------- |
| 1  | TFL 1: Zygmunt vs. Badurek                     | 8 listopada 2013     | Lublin, Hala MOSiR                                       | ?                                               |
| 2  | TFL 2: Kita vs. Linderman 2                    | 30 listopada 2013    | Zabrze, Hala Pogoń                                       | ?                                               |
| 3  | TFL 3: Maciejewski vs. Boldyrev                | 22 lutego 2014       | Kraśnik, Hala im. Arkadiusza Gołasia                     | ?                                               |
| 4  | TFL 4: Łęczna vs. Reszta Polski                | 17 maja 2014         | Łęczna, Hala Widowiskowo-Sportowa                        | ?                                               |
| 5  | TFL 5 / PLMMA 36: Extra                        | 20 czerwca 2014      | Lublin, Hala MOSiR                                       | ?                                               |
| 6  | TFL 6 / PLMMA 46: Bieniek vs. Szulakowski      | 24 stycznia 2015     | Lublin, Hala MOSiR                                       | ?                                               |
| 7  | TFL 7 / PLMMA 55: Oleksiejczuk vs. Janiszewski | 2 maja 2015          | Kraśnik, Hala A. Gołasia                                 | ?                                               |
| 8  | TFL 8 / AFC 7: Title Show                      | 16 stycznia 2016     | Lublin, Hala MOSiR                                       | ?                                               |
| 9  | TFL 9: Next Episode                            | 28 maja 2016         | Garwolin, Hala CSiK                                      | ?                                               |
| 10 | TFL 10: Oleksiejczuk vs. Klinger               | 12 listopada 2016    | Lublin, Hala MOSiR                                       | ?                                               |
| 11 | TFL 11: Slava Republic 2                       | 1 kwietnia 2017      | Kraśnik, Hala A. Gołasia                                 | Fightbox                                        |
| 12 | TFL 12: Hydro Truck Night                      | 18 listopada 2017    | Radom, Hala MOSiR                                        | Fightbox                                        |
| 13 | TFL 13: Noxy Night                             | 23 marca 2018        | Lublin, Hala Globus                                      | Fightbox                                        |
| 14 | TFL 14: Akpol Night                            | 16 czerwca 2018      | Kraśnik, Hala im. Arkadiusza Gołasia                     | Fightbox                                        |
| 15 | TFL 15: Noxy Night                             | 20 października 2018 | Lublin, Hala MOSiR                                       | Fightbox                                        |
| 16 | TFL 16: Radom vs. Reszta Świata                | 9 marca 2019         | Radom, Hala MOSiR                                        | Fightbox                                        |
| 17 | TFL 17: Czas Prawdy                            | 25 maja 2019         | Pionki, Miejska Hala Sportowa                            | Fightbox                                        |
| 18 | TFL 18: Road to Championship                   | 28 września 2019     | Kozienice, Hala Sportowa KCRIS                           | Fightbox                                        |
| 19 | TFL 19: Christmas Time                         | 21 grudnia 2019      | Lublin, Hala Globus                                      | Fightbox                                        |
| 20 | TFL 20: Sky Tattoo Radom Night                 | 7 marca 2020         | Radom, Hala MOSiR                                        | Fight Box, TFL PPV                              |
| 21 | TFL 21: Kozienice                              | 5 września 2020      | Kozienice, Kozienickiego Centrum Rekreacji i Sportu      | TVP Sport                                       |
| 22 | TFL 22: Lubelska Gala Sportów Walki            | 4 czerwca 2021       | Lublin, Hala MOSiR                                       | TVP Sport                                       |
| 23 | TFL 23: Garwolińska Gala Sportów Walki         | 30 października 2021 | Garwolin, Hala Stulecia                                  | TVP Sport                                       |
| 24 | TFL 24: Skrzypek vs. Głuch                     | 25 lutego 2022       | Lublin, Hala MOSiR                                       | TVP Sport                                       |
| 25 | TFL 25: Strzelczyk vs. Białas                  | 28 października 2022 | Włodawa, Nowoczesne Centrum Sportowo-Rekreacyjne         | TVP Sport                                       |
| 26 | TFL 26: Skrzypek vs. de Souza                  | 25 lutego 2023       | Garwolin, Hala Stulecia                                  | TVP Sport                                       |
| 27 | TFL 27: Skrzypek vs. dos Santos                | 29 lipca 2023        | Końskie, Hala ZOSiR                                      | Youtube – kanał: TFL Thunderstrike Fight League |
| 28 | TFL 28: Giez vs. Martinez                      | 7 października 2023  | Skarżysko-Kamienna, Hala MCSiR                           | Youtube – kanał: TFL Thunderstrike Fight League |
| 29 | TFL 29: I'm coming home                        | 24 lutego 2024       | Kraśnik, Hala sportowa ZP2                               | Youtube – kanał: TFL Thunderstrike Fight League |
| 30 | TFL 30: Droga do Valhalli                      | 23 marca 2024        | Kozienice, Kozienickiego Centrum Rekreacji i Sportu      | Youtube – kanał: TFL Thunderstrike Fight League |
| 31 | TFL 31: Lubelska Siła                          | 27 września 2024     | Lublin, Hala MOSiR                                       | Youtube – kanał: TFL Thunderstrike Fight League |
| 32 | TFL 32: Magia Świąt                            | 21 grudnia 2024      | Skarżysko-Kamienna, Hala MCSiR                           | Youtube – kanał: TFL Thunderstrike Fight League |
| 33 | TFL 33: To be or not to be                     | 8 marca 2025         | Kraśnik, Hala Sportowa Zespołu Placówek Oświatowych nr 2 | Polsat Sport Fight, Super Polsat, Polsat Box Go |
| 34 | TFL 34: House of Pain                          | 28 czerwca 2025      | Przytyk, Obiekt CDiPR                                    | Polsat Sport Fight, Super Polsat, Polsat Box Go |
| 35 | TFL 35: Queen of Thunderstrike                 | 18 października 2025 | Siedlce,                                                 | Polsat Sport Fight, Super Polsat, Polsat Box Go |
| 36 | TFL 36                                         | 2025                 |                                                          | Youtube – kanał: TFL Thunderstrike Fight League |

## Wyniki gal

### TFL 18: Road to Championship
- Walka o pas mistrzowski TFL w kategorii półśredniej:  Nassourdine Imawow –  Mateusz Głuch

Zwycięstwo Imawowa przez poddanie w 1. rundzie
- Walka kategorii półciężkiej:  Jakub Ozga –  Tobiasz Lewandowski

Zwycięstwo Ozgi przez poddanie w 1. rundzie
- Walka kategorii piórkowej:  Krystian Krawczyk –  Adam Filipek

Zwycięstwo Krawczyka przez TKO w 1. rundzie
- Walka kategorii półśredniej:  Grzegorz Sanecki –  Wadima Jakszuka

Zwycięstwo Saneckiego przez TKO w 2. rundzie
- Walka kategorii lekkiej:  Marcin Zając –  Artur Krawczyk

Zwycięstwo Krawczyka przez niejednogłośną decyzję sędziów
- Walka kategorii lekkiej:  Mateusz Makarowski –  Artur Bieriezowskij

Zwycięstwo Makarowskiego przez TKO w 2. rundzie
- Walka w umownym limicie (do 80 kg):  Gerard Bąk –  Michał Tarabańka

Zwycięstwo Bąka przez jednogłośną decyzję sędziów
- Walka kategorii półśredniej:  Hubert Strzelczyk –  Jacek Buczko

Zwycięstwo Strzelczyka przez jednogłośną decyzję sędziów
- Walka kobiet w umownym limicie (do 56 kg):  Dorota Norek –  Ołena Szydłowska

Zwycięstwo Norek przez TKO w 2 rundzie
- Walka kick-bokserska (K-1) w kategorii lekkiej:  Adrian Kutyła –  Kordian Skibiński

Zwycięstwo Kutyły przez jednogłośną decyzję sędziów
- Walka semi-pro w kategorii lekkiej (do 70,3 kg / 155 lb):  Brajan Jędryszczak –  Roger Irlik

Zwycięstwo Jędryszczaka przez jednogłośną decyzję sędziów
- Walka semi-pro w umownym limicie -80 kg:   Adrian Krogulec –  Maciej Ziemski

Zwycięstwo Krogulca przez jednogłośną decyzję sędziów
- Walka semi-pro w umownym limicie -68 kg:  Karol Żurowski –  Krzysztof Dobrzyński

Zwycięstwo Żurowskiego przez poddanie w 1 rundzie

### TFL 19: Christmas Time
- Walka o pas mistrzowski TFL w kategorii średniej:  Cezary Kęsik –  Jussi Halonen

Zwycięstwo Kęsika przez TKO (ciosy pięściami) w 1. rundzie
- Walka o pas mistrzowski TFL w kategorii lekkiej:  Hubert Szymajda –   Jerry Kvarnström

Zwycięstwo Kvarnstroma przez poddanie (duszenie barkiem z pozycji bocznej) w 2. rundzie
- Walka w kategorii piórkowej (do 65,8 kg / 145 lb):  Krystian Krawczyk –  Sławomir Kołtunowicz

Zwycięstwo Krawczyka przez poddanie (duszenie zza pleców) w 2. rundzie
- Walka w kategorii półciężkiej (do 93 kg / 205 lb):  Jakub Ozga –  Arkadiusz Jędraczka

Zwycięstwo Ozgi przez TKO (ciosy pięściami) w 1. rundzie
- Walka w kategorii półśredniej (do 77,1 kg / 170 lb):  Damian Adamiuk –  Ireneusz Dachowski

Zwycięstwo Adamiuka przez TKO (ciosy pięściami) w 1. rundzie
- Walka w kategorii lekkiej (do 70,3 kg / 155 lb):  Marcin Skrzek –  Krzysztof Dobrzyński

Zwycięstwo Skrzeka przez jednogłośną decyzję sędziów
- Walka kobiet w kategorii muszej (do 56,7 kg / 125 lb):  Katarzyna Biegajło –  Gabriella Hermógenes

Zwycięstwo Hermógenes przez poddanie (duszenie zza pleców) w 2. rundzie
- Walka semi-pro w umownym limicie 81 kg:  Konrad Rusiński –  Kacper Just

Zwycięstwo Rusińskiego przez poddanie (duszenie zza pleców) w 3. rundzie
- Walka w kategorii średniej (do 83,9 kg / 185 lb):  Paweł Białas –  Marek Samociuk

Zwycięstwo Białasa przez TKO (ciosy pięściami) w 1. rundzie
- Walka semi-pro w kategorii półciężkiej (do 93 kg / 205 lb):  Hubert Rudnik –  Rafał Litwiniuk

Zwycięstwo Rudnika przez jednogłośną decyzję sędziów
- Walka kobiet w umownym limicie 56 kg:  Karyna Chaplinskaya –  Ołena Szydłowska

Zwycięstwo Chaplinskay'ej przez TKO (wysokie kopnięcie na głowę) w 1. rundzie
- Walka w kategorii koguciej (do 61,2 kg / 135 lb):  Kamil Giez –  Maciej Pawlik

Zwycięstwo Gieza przez TKO (kolano i łokcie) w 3. rundzie
- Walka w kategorii lekkiej (do 70,3 kg / 155 lb):  Adrian Masierak –  Wiktor Jakubowski

Zwycięstwo Masieraka przez niejednogłośną decyzję sędziów

### TFL 20: Sky Tattoo Radom Night
- Walka o pas mistrzowski TFL w kategorii średniej:  Cezary Kęsik –  Georgi Lobzhanidze

Zwycięstwo Kęsika przez TKO w 2 rundzie
- Walka o pas mistrzowski TFL w kategorii lekkiej:   Jerry Kvarnström –  Marcin Skrzek

Zwycięstwo Skrzeka TKO w 3 rundzie
- Walka w kategorii piórkowej (do 65,8 kg / 145 lb):  Sławomir Kołtunowicz –  Artur Berezowski

Zwycięstwo Berezowskiego przez jednogłośną decyzję sędziów
- Walka w kategorii półśredniej (do 77,1 kg / 170 lb):  Mateusz Głuch –  Iwan Sliwinski

Zwycięstwo Głucha przez jednogłośną decyzję sędziów
- Walka w kategorii lekkiej (do 70,3 kg / 155 lb):  Artur Krawczyk –  Aleksandr Dobrodi

Zwycięstwo Krawczyka przez TKO w 2 rundzie
- Walka w kategorii lekkiej (do 70,3 kg / 155 lb):  Artur Szot –  Damian Zuba

Zwycięstwo Szota przez KO w 3 rundzie
- Walka w umownym limicie (do 80 kg):  Damian Adamiuk –  Gerard Bąk

Zwycięstwo Adamiuka przez TKO w 2 rundzie
- Walka w kategorii półśredniej (do 77,1 kg / 170 lb):  Michał Pach –  Oleh Tykhonchuk

Zwycięstwo Pacha przez TKO w 2 rundzie
- Walka w kategorii piórkowej (do 65,8 kg / 145 lb):  Adrian Hamerski –  Roger Irlik

Zwycięstwo przez Hamerskiego jednogłośną decyzję sędziów
- Walka semi-pro w kategorii średniej (do 83,9 kg (185 lb):  Hubert Rudnik –  Kacper Sochacki

Zwycięstwo Rudnika przez TKO w 1 rundzie
- Walka semi-pro w kategorii ciężkiej (do 120,2 kg / 265 lb):  Paweł Dziuba –  Marcin Łuczyński

Zwycięstwo Dziuby przez TKO w 1 rundzie
- Walka semi-pro kobiet w kategorii muszej:  Adrianna Kreft –  Wiktoria Czyżewska

Zwycięstwo Kreft przez jednogłośną decyzję sędziów
- Walka semi-pro w umownym limicie 72 kg:  Damian Mioduszewski –  Patryk Kobiałka

Zwycięstwo Mioduszewskiego przez TKO w 1 rundzie

### TFL 21: Kozienice
- Walka w kategorii półśredniej (do 77,1 kg / 170 lb):  Mateusz Głuch –  Damian Adamiuk

Zwycięstwo Głucha przez jednogłośną decyzję sędziów
- Walka w kategorii piórkowej (do 65,8 kg / 145 lb):  Karol Kutyła –  Artur Krawczyk

Zwycięstwo Kutyły przez KO (latające kolano i ciosy w parterze) w 2 rundzie
- Walka w umownym limicie (do 81 kg)  Konrad Rusiński –  Piotr Mochocki

Zwycięstwo Rusińskiego przez poddanie (duszenie gilotynowe) w 1 rundzie
- Walka w kategorii piórkowej (do 65,8 kg / 145 lb):  Konrad Furmanek –  Sławomir Kołtunowicz

Zwycięstwo Furmanka przez poddanie (taktarov) w 1 rundzie
- Walka w kategorii lekkiej (do 70,3 kg / 155 lb):  Michał Galacki –  Artur Berezowski

Zwycięstwo Berezowskiego przez TKO (ciosy w parterze) w 1 rundzie
- Walka w kategorii półśredniej (do 77,1 kg / 170 lb):  Michał Pach –  Dominik Owsiany

Zwycięstwo Pacha przez jednogłośną decyzję sędziów
- Walka w kategorii lekkiej (do 70,3 kg / 155 lb):  Brajan Jędryszczak –  Nikodem Archita

Zwycięstwo Jędryszczaka przez jednogłośną decyzję sędziów
- Walka w umownym limicie (do 73 kg):  Damian Zuba –  Witalij Dżus

Zwycięstwo Zuby przez jednogłośną decyzję sędziów
- Walka w umownym limicie (do 63 kg):  Kamil Giez –  Kacper Anisiewicz

Remis jednogłośny
- Walka semi-pro w kategorii półśredniej (do 77,1 kg / 170 lb):  Damian Popiel –  Adrian Krogulec

Zwycięstwo Popla przez jednogłośną decyzję sędziów
- Walka semi-pro w kategorii średniej (do 83,9 kg (185 lb):  Hubert Rudnik –  Tomasz Turek

Zwycięstwo Rudnika przez jednogłośną decyzję sędziów
- Walka semi-pro w kategorii średniej (do 83,9 kg (185 lb):  Karol Chudzik –  Adrian Czyżuk

Zwycięstwo Chudzika przez jednogłośną decyzję sędziów
- Walka semi-pro kobiet w kategorii muszej:  Wiktoria Czyżewska –  Magdalena Królikowska

Zwycięstwo Czyżewskiej przez TKO w 3 rundzie
- Walka semi-pro w kategorii piórkowej (do 65,8 kg / 145 lb):  Kacper Jochemczyk –  Michał Woźniak

Zwycięstwo Jochemczyka przez TKO w 2 rundzie

### TFL 22: Lubelska Gala Sportów Walki
- Walka semi-pro kobiet w kategorii muszej:  Wiktoria Czyżewska –  Weronika Cisło

Zwycięstwo Czyżewskiej przez TKO (ciosy w parterze) w 2. rundzie
- Walka semi-pro w kategorii półśredniej (do 77,1 kg / 170 lb):  Ernest Dorosz –  Damian Popiel

Zwycięstwo Dorosza przez jednogłośną decyzję sędziów po 3. rundach
- Walka kick-bokserska (K-1) w umownym limicie (do 72 kg):  Mateusz Wójtowicz –  Filip Szostak

Zwycięstwo Wójtowicza przez jednogłośną decyzję sędziów po 3. rundach
- Walka w umownym limicie (do 73 kg):  Hubert Szymajda –  Łukasz Bieniek

Zwycięstwo Szymajdy przez poddanie (duszenie zza pleców) w 1. rundzie
- Walka kobiet w umownym limicie (do 59 kg):  Judyta Rymarzak –  Natalia Baczyńska

Zwycięstwo Baczyńskiej przez niejednogłośną decyzję sędziów po 3. rundach
- Walka w kategorii piórkowej (do 65,8 kg / 145 lb):  Adrian Hamerski –  Nikodem Archita

Zwycięstwo Hamerskiego przez KO (kolano) w 1. rundzie
- Walka w kategorii koguciej (do 61,2 kg / 135 lb):  Kamil Giez –  Kacper Anisiewicz

Zwycięstwo Gieza przez jednogłośną decyzję sędziów po 3. rundach
- Walka kick-bokserska (K-1) w umownym limicie (do 86 kg) o pas mistrzowski zawodowego mistrza Polski PZKB:  Tomasz Borowiec –  Przemysław Binieda

Zwycięstwo Borowca przez jednogłośną decyzję sędziów po 3. rundach
- Walka semi-pro w kategorii lekkiej (do 70,3 kg / 155 lb):  Cezary Kruszniewski –  Patryk Marzec

Zwycięstwo Kruszniewskiego przez TKO (uderzenia w parterze) w 1. rundzie

### TFL 23: Garwolińska Gala Sportów Walki
- Walka w kategorii piórkowej (do 65,8 kg / 145 lb):  Sebastian Kotwica –  Marcos Schmitz

Zwycięstwo Kotwicy przez jednogłośną decyzję sędziów po 3. rundach
- Walka w kategorii średniej (do 83,9 kg / 185 lb):  Mateusz Głuch –  Paweł Białas

Zwycięstwo Biłasa przez poddanie (duszenie gilotynowe) w 2. rundzie
- Walka w kategorii lekkiej (do 70,3 kg / 155 lb):  Artur Krawczyk –  Konrad Furmanek

Zwycięstwo Furmanka przez jednogłośną decyzję sędziów po 3. rundach
- Walka w kategorii piórkowej (do 65,8 kg / 145 lb):  Szymon Biłas –  Farrukh Saydullaev

Zwycięstwo Biłasa przez jednogłośną decyzję sędziów po 3. rundach
- Walka w kategorii lekkiej (do 70,3 kg / 155 lb):  Łukasz Hryszkiewicz –  Kamil Hadała

Zwycięstwo Hadały przez jednogłośną decyzję sędziów po 3. rundach
- Walka w kategorii średniej (do 83,9 kg / 185 lb):  Mateusz Gola –  Tobiasz Lewandowski

Zwycięstwo Goli przez TKO (uderzenia w parterze) w 2. rundzie
- Walka semi-pro w kategorii półśredniej (do 77,1 kg / 170 lb):  Łukasz Osiak –  Bartłomiej Nowak

Zwycięstwo Nowaka przez poddanie (balacha) w 2. rundzie
- Walka semi-pro w kategorii średniej (do 83,9 kg (185 lb):  Karol Chudzik –  Rafał Wysocki

Zwycięstwo Chudzika przez jednogłośną decyzję sędziów po 3. rundach
- Walka semi-pro w kategorii piórkowej (do 65,8 kg / 145 lb):  Jędrzej Koriat –  Dominik Przychodzki

Zwycięstwo Koriata przez niejednogłośną decyzję sędziów po 3. rundach
- Walka w kategorii półśredniej (do 77,1 kg / 170 lb):  Wiktor Więcek –  Patryk Szymański

Zwycięstwo Więcka przez jednogłośną decyzję sędziów po 3. rundach

### TFL 24: Skrzypek vs. Głuch
- Walka o pas mistrzowski TFL w kategorii półśredniej:  Karol Skrzypek –  Mateusz Głuch

Zwycięstwo Skrzypka przez TKO w 2. rundzie
- Walka w kategorii lekkiej (do 70,3 kg / 155 lb):  Sławomir Kołtunowicz –  Światosław Żymanow

Zwycięstwo Żymanowa przez poddanie w 2. rundzie
- Walka w kategorii średniej (do 83,9 kg / 185 lb):  Paweł Białas –  Mateusz Gola

Zwycięstwo Białasa przez poddanie w 1. rundzie
- Walka w umownym limicie (do 73 kg):  Artur Krawczyk –  Łukasz Bieniek

Zwycięstwo Krawczyka przez jednogłośną decyzję sędziów po 3. rundach
- Walka w kategorii koguciej (do 61,2 kg / 135 lb):  Kamil Giez –  Mikołaj Kałuda

Zwycięstwo Gieza przez poddanie w 3. rundzie
- Walka w kategorii piórkowej (do 65,8 kg / 145 lb):  Adrian Hamerski –  Filip Jarocki

Zwycięstwo Hamerskiego przez jednogłośną decyzję sędziów po 3. rundach
- Walka kick-bokserska (K-1) w umownym limicie (do 71 kg):  Mateusz Wójtowicz –  Krzysztof Mariańczyk

Zwycięstwo Mariańczyka przez jednogłośną decyzję sędziów po 3. rundach
- Walka semi-pro w kategorii lekkiej (do 70,3 kg / 155 lb):  Wiktor Jakubowski –  Jakub Kwaśniewski

Zwycięstwo Jakubowskiego przez poddanie w 2. rundzie
- Walka semi-pro w umownym limicie -67 kg:  Daniel Nowaczenko –  Miłosz Kruk

Zwycięstwo Kruka przez TKO w 3. rundzie
- Walka semi-pro w umownym limicie -68 kg:  Paweł Rybski –  Roger Irlik

Zwycięstwo Irlika przez KO w 1. rundzie

### TFL 25: Strzelczyk vs. Białas
- Walka o tymczasowy pas mistrzowski TFL w kategorii średniej:  Mateusz Strzelczyk –  Paweł Białas

Zwycięstwo Strzelczyka przez TKO w 2 rundzie
- Walka w kategorii półśredniej (do 77,1 kg / 170 lb):  Mateusz Głuch –  Guilherme Cadena

Zwycięstwo Cadeny przez poddanie w 1 rundzie
- Walka w umownym limicie (do 80 kg)  Damian Adamiuk –  Mateusz Gola

Zwycięstwo Goli przez TKO w 3 rundzie
- Walka w kategorii lekkiej (do 70,3 kg / 155 lb):  Artur Krawczyk –  Cezary Kruszniewski

Zwycięstwo Krawczyka przez TKO w 1 rundzie
- Walka w kategorii koguciej (do 61,2 kg / 135 lb):  Kamil Giez –  Kamil Hadała

Zwycięstwo Gieza przez jednogłośną decyzję sędziów
- Walka kobiet w umownym limicie 58,5 kg:  Wiktoria Czyżewska –  Wiktoria Domżalska

Zwycięstwo Czyżewskiej przez TKO w 1 rundzie
- Walka semi-pro w kategorii piórkowej (do 65,8 kg / 145 lb):  Miłosz Kruk –  Jakub Nowosad

Zwycięstwo Kruka przez poddaniew 1 rundzie
- Walka semi-pro w kategorii półśredniej (do 77,1 kg / 170 lb):  Baysangur Achmadow –  Łukasz Osiak

Zwycięstwo Achmadowa przez jednogłośną decyzję sędziów
- Walka semi-pro w umownym limicie -88 kg:  Dominik Sztaba –  Patryk Szwejkowski

Zwycięstwo Szwejkowskiego przez jednogłośną decyzję sędziów
- Walka semi-pro w umownym limicie -100 kg:  Kamil Turalski –  Kamil Rejmak

Zwycięstwo Turalskiego przez niejednogłośną decyzję sędziów
- Walka semi-pro w kategorii lekkiej (do 70,3 kg / 155 lb):  Kacper Brygoła –  Paweł Rybski

Zwycięstwo Brygoły przez poddanie w 1 rundzie
- Walka semi-pro w kategorii lekkiej (do 70,3 kg / 155 lb):  Marcin Skarżycki –  Dominik Wydra

Zwycięstwo Wydry przez jednogłośną decyzję sędziów

Nagrody bonusowe:
- Walka wieczoru →  Damian Adamiuk –  Mateusz Gola

### TFL 26: Skrzypek vs. de Souza
- Walka o pas mistrzowski TFL w kategorii półśredniej:  Karol Skrzypek –  Flávio Pina de Sousa

Zwycięstwo Skrzypka przez jednogłośną decyzję sędziów
- Walka w kategorii ciężkiej (do 120,2 kg / 265 lb):  Łukasz Mikulski –  Paweł Marciniak

Zwycięstwo Mikulskiego przez poddanie w 2 rundzie
- Walka w kategorii średniej (do 83,9 kg / 185 lb):  Mateusz Gola –  Guilherme Cadena

Zwycięstwo Cadeny przez poddanie w 1 rundzie
- Walka w umownym limicie (do 80 kg)  Grzegorz Steć –  Władysław Jaszuk

Zwycięstwo Stecia przez TKO w 1 rundzie
- Walka w kategorii półśredniej (do 77,1 kg / 170 lb):  Łukasz Osiak –  Baysangur Achmadow

Zwycięstwo Achmadowa przez poddanie w 1 rundzie
- Walka submission fighting w kategorii lekkiej:  Jakub Piesiewcz –  Kuba Witkowski

Zwycięstwo Piesiewicza przez jednogłośną decyzję sędziów po dogrywce
- Walka semi-pro w kategorii średniej (do 83,9 kg (185 lb):  Karol Chudzik –  Kamil Wasiela

Zwycięstwo Chudzika przez jednogłośną decyzję sędziów
- Walka semi-pro w kategorii półśredniej (do 77,1 kg / 170 lb):  Ernest Dorosz –  Wiktor Czabara

Zwycięstwo Dorosza przez jednogłośną decyzję sędziów
- Walka semi-pro w umownym limicie -68 kg:  Miłosz Kruk –  Oktawian Lewanodwski

Zwycięstwo Kruka przez TKO w 2 rundzie
- Walka w kategorii półciężkiej (do 93 kg / 205 lb):  Kamil Turalski –  Szymon Petka

Zwycięstwo Turalskiego przez jednogłośną decyzję sędziów
- Walka semi-pro w kategorii lekkiej (do 70,3 kg / 155 lb):  Marcin Skarżycki –  Wiktor Jakubowski

Zwycięstwo Skarżyckiego przez TKO w 2 rundzie

### TFL 27: Skrzypek vs. dos Santos
- Walka o pas mistrzowski TFL w kategorii półśredniej:  Karol Skrzypek –  Joel dos Santos

Zwycięstwo Skrzypka przez KO (ciosy pięściami) w 2 rundzie
- Walka w kategorii lekkiej (do 70,3 kg / 155 lb):  Artur Krawczyk –   Jerry Kvarnström

Zwycięstwo Krawczyka przez poddanie (duszenie gilotynowe) w 1 rundzie
- Walka w kategorii piórkowej (do 65,8 kg / 145 lb):  Miłosz Kruk –  Sebastian Świstak

Zwycięstwo Kruka przez poddanie (duszenie gilotynowe) w 1 rundzie
- Walka w kategorii półśredniej (do 77,1 kg / 170 lb):  Marcin Skarżycki –  Gerard Bąk

Zwycięstwo Skarżyckiego przez poddanie (duszenie zza pleców) w 3 rundzie
- Walka semi-pro w umownym limicie -86 kg:  Kamil Turalski –  Miłosz Wąsik

Zwycięstwo Turalskiego przez jednogłośną decyzję sędziów
- Walka semi-pro kick-bokserska (K-1) w kategorii ciężkiej:  Mateusz Dzik –  Wojciech Kaźmieruk

Zwycięstwo Kaźmieruka przez TKO (trzykrotne liczenie po nokdaunach) w 2 rundzie
- Walka bokserska semi-pro w umownym limicie -90 kg:  Krzysztof Ogłoza –  Paweł Nowaczyński

Zwycięstwo Nowaczyński przez jednogłośną decyzję sędziów
- Walka semi-pro w kategorii lekkiej (do 70,3 kg / 155 lb):  Filip Jarocki –  Szejch-Nurani Achmadow

Zwycięstwo Achmadowa przez jednogłośną decyzję sędziów

### TFL 28: Giez vs. Martinez
- Walka o pas mistrzowski TFL w kategorii koguciej:  Kamil Giez –  Francisco Javier Asprilla Martinez

Zwycięstwo Gieza przez TKO w 1 rundzie
- Walka w umownym limicie (do 67,5 kg)  Miłosz Kruk –  Jerry Kvarnström

Zwycięstwo Kruka przez TKO w 1 rundzie
- Walka w umownym limicie (do 80 kg)  Konrad Rusiński –  Delmar Silva

Zwycięstwo Rusińskiego przez poddanie w 1 rundzie
- Walka w kategorii piórkowej (do 65,8 kg / 145 lb):  Sławomir Kołtunowicz –  Krystian Nosek

Zwycięstwo Kołtunowicza przez jednogłośną decyzję sędziów
- Walka w kategorii piórkowej (do 65,8 kg / 145 lb):  Oskar Rembak –  Mateusz Hamerski

Zwycięstwo Rembaka przez jednogłośną decyzję sędziów
- Walka semi-pro kick-bokserska (K-1) w umownym limicie -60 kg:  Jakub Posłowski –  Rafał Krasuski

Zwycięstwo Posłowskiego przez KO w 1 rundzie
- Walka semi-pro kick-bokserska (K-1) w kategorii ciężkiej:  Mateusz Dzik –  Kamil Duran

Zwycięstwo Durana przez jednogłośną decyzję sędziów
- Walka semi-pro w kategorii piórkowej (do 65,8 kg / 145 lb):  Aleksy Nowak –  Salah Kaimow

Zwycięstwo Nowaka przez TKO w 2 rundzie
- Walka semi-pro w kategorii piórkowej (do 65,8 kg / 145 lb):  Patryk Szymański –  Oskar Buga

Zwycięstwo Bugi przez jednogłośną decyzję sędziów
- Walka w umownym limicie (do 90 kg)  Kamil Mękal –  Patryk Marszałek

Zwycięstwo Mękala przez jednogłośną decyzję sędziów
- Walka bokserska semi-pro w umownym limicie -90 kg:  Krzysztof Ogłoza –  Michał Kowalenko

Zwycięstwo Kowalenko przez jednogłośną decyzję sędziów

### TFL 29: I'm coming home
- Walka o pas mistrzowski TFL w kategorii koguciej:  Kamil Giez –  Dayvison Silva

Zwycięstwo Gieza przez jednogłośną decyzję sędziów
- Walka o pas mistrzowski TFL w kategorii piórkowej:  Miłosz Kruk –  Dimitro Lastowetskji

Zwycięstwo Kruka przez niejednogłośną decyzję sędziów
- Walka submission fighting w kategorii lekkiej:  Sebastian Kotwica –  Jakub Piesiewicz

Zwycięstwo Piesiewicza przez jednogłośną decyzję sędziów
- Walka w kategorii lekkiej (do 70,3 kg / 155 lb):  Marcin Skarżycki –  Baysangur Achmadow

Zwycięstwo Skarżyckiego przez jednogłośną decyzję sędziów
- Walka bokserska w umownym limicie (do 74 kg)  Damian Cieślik –  Rafael Hudson

Zwycięstwo Hudsona przez jednogłośną decyzję sędziów
- Walka w kategorii półśredniej (do 77,1 kg / 170 lb):  Ernest Dorosz –  Arli Kambilo

Zwycięstwo Kambilo przez poddanie w 3 rundzie
- Walka w kategorii średniej (do 83,9 kg / 185 lb):  Kamil Turalski –  Grzegorz Łukaszuk

Zwycięstwo Turalskiego przez poddanie w 1 rundzie
- Walka w umownym limicie (do 83 kg):  Mateusz Furmańczuk –  Wojciech Kacprzak

Zwycięstwo Furmańczyka przez KO w 1 rundzie
- Walka kick-bokserska (full contact) w umownym limicie -85 kg:  Jakub Kalinowski –  Michał Walczak

Zwycięstwo Walczaka przez jednogłośną decyzję sędziów
- Walka semi-pro w kategorii ciężkiej (do 120,2 kg / 265 lb):  Kamil Duran –  Mateusz Celiński

Zwycięstwo Durana przez poddanie w 1 rundzie
- Walka semi-pro w kategorii piórkowej (do 65,8 kg / 145 lb):  Mateusz Drożdż –  Nikodem Ogoński

Zwycięstwo Ogońskiego przez jednogłośną decyzję sędziów

### TFL 30: Droga do Valhalli
- Walka o pas mistrzowski TFL w kategorii półśredniej:  Karol Skrzypek –  Junior Orgulho

Zwycięstwo Skrzypka przez jednogłośną decyzję sędziów
- Walka w umownym limicie (do 85 kg)  Łukasz Grochowski –  Guilherme Cadena

Zwycięstwo Cadeny przez niejednogłośną decyzję sędziów
- Walka w kategorii piórkowej (do 65,8 kg / 145 lb):  Sławomir Kołtunowicz –  Filip Jarocki

Zwycięstwo Jarockiego przez poddanie w 2 rundzie
- Walka w umownym limicie (do 75 kg)  Daniel Kolasiński – Światosław Żymanow

Zwycięstwo Kolasińskiego przez TKO w 1 rundzie
- Walka w umownym limicie (do 81,5 kg)  Delmar Silva –  Bartłomiej Nowak

Zwycięstwo Silvy przez jednogłośną decyzję sędziów
- Walka semi-pro w kategorii lekkiej (do 70,3 kg / 155 lb):  Mariusz Sawicki –  Mikołaj Dróżdż

Zwycięstwo Sawickiego przez poddanie w 2 rundzie
- Walka w kategorii średniej (do 83,9 kg / 185 lb):  Kamil Mękal –  Denis Agbolu

Zwycięstwo Mękala przez TKO w 1 rundzie
- Walka kick-bokserska (K-1) w umownym limicie (do 77,5 kg):  Bartosz Guz –  Alex Głowacki

Zwycięstwo Guza przez TKO w 3 rundzie
- Walka semi-pro w kategorii półśredniej (do 77,1 kg / 170 lb):  Kacper Aplas –  Karol Gudelski

Zwycięstwo Gudelskiewskiego przez niejednośną decyzję sędziów
- Walka kick-bokserska (K-1) w umownym limicie (do 80 kg):  Maciej Celuch –  Karol Kordecki

Zwycięstwo Kordeckiego przez KO w 2 rundzie
- Walka semi-pro w umownym limicie -73,5 kg:  Dominik Buczek –  Oktawian Lewandowski

Zwycięstwo Buczka przez jednogłośną decyzję sędziów
- Walka semi-pro w kategorii piórkowej (do 65,8 kg / 145 lb):  Jan Sztejnert –  Aleksy Nowak

Zwycięstwo Nowaka jednogłośną decyzję sędziów
- Walka semi-pro w kategorii piórkowej (do 65,8 kg / 145 lb):  Oskar Buga –  Filip Kras

Zwycięstwo Bugi przez jednogłośną decyzję sędziów
- Walka semi-pro w kategorii piórkowej (do 65,8 kg / 145 lb):  Oliwier Przerwa –  Mikola Lazarets

Zwycięstwo Przerwy przez jednogłośną decyzję sędziów

### TFL 31: Lubelska Siła
- Walka o pas mistrzowski TFL w kategorii średniej:  Cezary Kęsik –  Krystian Bielski

Zwycięstwo Kęsika przez jednogłośną decyzję sędziów
- Walka o pas mistrzowski TFL w kategorii koguciej:  Kamil Giez –  Kamil Korzeniowski

Zwycięstwo Korzeniowskiego przez poddanie w 2 rundzie
- Walka kick-bokserska (K-1) w umownym limicie (do 79 kg):  Bartosz Guz –  Fabio Di Lalla

Zwycięstwo Guza przez jednogłośną decyzję sędziów
- Walka w kategorii półśredniej (do 77,1 kg / 170 lb):  Ernest Dorosz –  Kamil Smętoch

Zwycięstwo Dorosza przez jednogłośną decyzję sędziów
- Walka w umownym limicie (do 68 kg)  Bartłomiej Skowyra –  Kacper Brygoła

Zwycięstwo Skowyry przez poddanie w 2 rundzie
- Walka w kategorii średniej (do 83,9 kg / 185 lb):  Dawid Gryń –  Kamil Mękal

No contest (Zmiana werdyktu przez organizatora - Początkowo zwycięstwo Grynia przez niejednogłośną decyzję sędziów)
- Walka w kategorii półśredniej (do 77,1 kg / 170 lb):  Marcin Kowalczyk –  Bartłomiej Nowak

Zwycięstwo Kowalczyka przez poddanie w 1 rundzie
- Walka semi-pro w kategorii lekkiej (do 70,3 kg / 155 lb):  Dominik Buczek –  Jan Sztejnert

Zwycięstwo Buczka przez poddanie w 2 rundzie
- Walka semi-pro w kategorii ciężkiej (do 120,2 kg / 265 lb):  Bartosz Stefański –  Kamil Duran

Zwycięstwo Stefańskiego przez jednogłośną decyzję sędziów
- Walka kick-bokserska (K-1) w umownym limicie (do -67 kg):  Michał Krupa –  Kacper Pechcin

Zwycięstwo Pechcina przez jednogłośną decyzję sędziów
- Walka semi-pro w kategorii koguciej (do 61,2 kg / 135 lb):  Ernest Kopeć –  Kacper Małek

Zwycięstwo Kopcia przez jednogłośną decyzję sędziów
- Walka semi-pro w umownym limicie -79 kg:  Bartłomiej Wdowiński –  Wojciech Wocial

Zwycięstwo Wociala przez niejednogłośną decyzję sędziów
- Walka kick-bokserska (full contact) w umownym limicie -88 kg:  Jakub Kalinowski –  Daniel Jurzyk

Zwycięstwo Kalinowskiego przez jednogłośną decyzję sędziów
- Walka semi-pro w kategorii piórkowej (do 65,8 kg / 145 lb):  Aleksy Nowak –  Oskar Buga

Zwycięstwo Nowaka przez poddanie w 2 rundzie
- Walka semi-pro w umownym limicie -74 kg:  Eryk Kuter –  Patryk Pietrasik

Zwycięstwo Pietrasika przez jednogłośną decyzję sędziów
- Walka semi-pro w kategorii koguciej (do 61,2 kg / 135 lb):  Szymon Wieleba –  Adam Szawanow

Zwycięstwo Szawanowa przez TKO w 1 rundzie
- Walka semi-pro w umownym limicie -73 kg:  Błażej Janko –  Leon Jankowski

Zwycięstwo Janko przez jednogłośną decyzję sędziów

### TFL 32: Magia Świąt
- Walka o pas mistrzowski TFL w kategorii lekkiej:  Miłosz Kruk –  Artur Szot

Zwycięstwo Kruka przez TKO w 1 rundzie
- Walka kick-bokserska (K-1) w umownym limicie (do 100 kg):  Mateusz Dzik –  Wojciech Kaźmieruk

Zwycięstwo Kaźmieruka przez jednogłośną decyzję sędziów
- Walka w umownym limicie (do 63 kg)  Kamil Hadała –  Mikołaja Kałuda

Zwycięstwo Hadały przez jednogłośną decyzję sędziów
- Walka semi-pro w kategorii piórkowej (do 65,8 kg / 145 lb):  Patryk Dubaczyński –  Błażej Janko

Zwycięstwo Janko przez jednogłośną decyzję sędziów
- Walka w umownym limicie (do 73 kg)  Patryk Pietrasik –  Jakub Żywalewski

Zwycięstwo Pietrasika przez jednogłośną decyzję sędziów
- Walka w kategorii piórkowej (do 65,8 kg / 145 lb):  Oskar Rembak –  Paweł Rybski

Zwycięstwo Rembaka przez jednogłośną decyzję sędziów
- Walka w kategorii półśredniej (do 77,1 kg / 170 lb):  Arli Kambilo –  Piotr Stajszczyk

Zwycięstwo Kambilo przez jednogłośną decyzję sędziów
- Walka bokserska w umownym limicie (do 70 kg)  Wiktor Orynek –  Mateusz Staniukiewicz

Zwycięstwo Orynka przez jednogłośną decyzję sędziów
- Walka w kategorii półciężkiej (do 93 kg / 205 lb):  Marcin Pacek –  Kacper Wesołowski

Zwycięstwo Wesołowskiego przez jednogłośną decyzję sędziów
- Walka semi-pro w kategorii piórkowej (do 65,8 kg / 145 lb):  Oskar Buga –  Oskar Walkiewicz

Zwycięstwo Bugi przez poddanie w 2 rundzie
- Walka semi-pro w kategorii piórkowej (do 65,8 kg / 145 lb):  Oliwier Przerwa –  Wiktor Leszczyński

Zwycięstwo Przerwy przez poddanie w 1 rundzie
- Walka bokserska w umownym limicie (do 63 kg):  Mikołaj Mendak –  Abubakar Szawanow

Zwycięstwo Abubakar przez jednogłośną decyzję sędziów
- Walka semi-pro w kategorii koguciej (do 61,2 kg / 135 lb):  Aleksy Nowak –  Nazariy Yuriv

Zwycięstwo Nowaka przez poddanie w 1 rundzie
- Walka semi-pro kobiet w umownym limicie 54 kg:  Sara Dembińska –  Roksana Piechowiak

Zwycięstwo Dembińskiej przez poddanie w 2 rundzie

### TFL 33: To be or not to be
- Walka w kategorii średniej (do 83,9 kg / 185 lb):  Mateusz Gola –  Jarosław Lech

Zwycięstwo Lecha przez jednogłośną decyzję sędziów
- Walka w kategorii koguciej (do 61,2 kg / 135 lb):  Ruslan Mammadov –  Marcin Maleszewski

Remis niejednogłośny
- Walka bokserska w umownym limicie -74 kg:  Damian Cieślik –  Michał Orzeł

Zwycięstwo Cieślika przez TKO w 3 rundzie
- Walka w kategorii lekkiej (do 70,3 kg / 155 lb):  Dominik Buczek –  Stanisław Krypets

Zwycięstwo Buczka przez niejednogłośną decyzję sędziów
- Walka semp-pro w kategorii lekkiej:  Patryk Pietrasik –  Daniel Nowaczenko

Zwycięstwo Pietrasika przez jednogłośną decyzję sędziów
- Walka semi-pro w kategorii półśredniej (do 77,1 kg / 170 lb):  Błażej Janko –  Michał Sokołowski

Zwycięstwo Janko przez TKO w 1 rundzie
- Walka semi-pro w kategorii piórkowej (do 65,8 kg / 145 lb):  Oskar Rembak –  Dmytro Serputko

Zwycięstwo Rembaka przez jednogłośną decyzję sędziów
- Walka semi-pro w kategorii koguciej (do 61,2 kg / 135 lb):  Jan Małek –  Dżamszid Nawruzow

Zwycięstwo Małka przez poddanie w 1 rundzie
- Walka semi-pro w kategorii koguciej (do 61,2 kg / 135 lb):  Jakub Cichowicz –  Nazariy Yuriv

Zwycięstwo Yuriva przez TKO w 1 rundzie
- Walka bokserska w umownym limicie (do 93 kg)  Artur Łatka –  Mariusz Mundzik

Zwycięstwo Łatki przez TKO w 3 rundzie
- Walka bokserska w umownym limicie (do 77 kg):  Krzysztof Stępniewski –  Eryk Kuter

Zwycięstwo Kutera przez TKO w 2 rundzie
- Walka w kategorii półciężkiej (do 93 kg / 205 lb):  Kacper Wesołowski –  Patryk Weber

Zwycięstwo Wesołowskiego przez TKO w 1 rundzie
- Walka w kategorii ciężkiej (do 120,2 kg / 265 lb):  Jakub Mazur –  Łukasz Tarasewicz

Zwycięstwo Mazura przez TKO w 1 rundzie

### TFL 34: House of Pain
- Walka o pas mistrzowski TFL w kategorii półśredniej:  Karol Skrzypek –  Kamil Szymuszowski

Zwycięstwo Szymuszowskiego przez dyskwalifikację w 2 rundzie
- Walka w umownym limicie (do 67 kg):  Sławomir Kołtunowicz –  Ruslan Mammadov

Zwycięstwo Mammadova przez TKO w 2 rundzie
- Walka kick-bokserska (K-1) o pas mistrzowski TFL w umownym limicie (do -77 kg):  Bartosz Guz –  Oskar Toporek

Zwycięstwo Guza przez TKO w 2 rundzie
- Walka o pas mistrzowski TFL w kategorii koguciej (do 61,2 kg / 135 lb):  Kamil Giez –  Kamil Hadała

Zwycięstwo Gieza przez jednogłośną decyzję sędziów
- Walka semi-pro w umownym limicie (do -72 kg):  Patryk Pietrasik –  Krystian Olszta

Zwycięstwo Olszty przez niejednogłośną decyzję sędziów
- Walka kick-bokserska (K-1) w umownym limicie (do -91 kg):  Konrad Delekta –  Maciej Mądro

Zwycięstwo Delekty przez jednogłośną decyzję sędziów
- Walka w kategorii średniej (do 83,9 kg / 185 lb):  Krystian Bielski –  Jarosław Lech

Zwycięstwo Bielskiego przez TKO w 1 rundzie
- Walka w kategorii półśredniej (do 77,1 kg / 170 lb):  Damian Adamiuk –  Arli Kambilo

Zwycięstwo Kambilo przez KO w 1 rundzie
- Walka semi-pro o pas mistrzowski TFL „Young Blood” w kategorii półśredniej (do 77,1 kg / 170 lb):  Wojciech Wocial –  Błażej Janko[21]

Zwycięstwo Wociala przez jednogłośną decyzję sędziów
- Walka semi-pro w kategorii półciężkiej (do 93 kg / 205 lb):  Kacper Wesołowski –  Łukasz Makowski

Zwycięstwo Makowskiego przez poddanie w 3 rundzie
- Walka kick-bokserska w umownym limicie (do -67 kg):  Maciej Błażewicz –  Kacper Pechcin

Zwycięstwo Błażewicza przez jednogłośną decyzję sędziów
- Walka semi-pro w kategorii koguciej (do 61,2 kg / 135 lb):  Kacper Małek –  Nazariy Yuriv

Zwycięstwo Yuriva przez jednogłośną decyzję sędziów
- Walka semi-pro w kategorii piórkowej (do 65,8 kg / 145 lb):  Oskar Buga –  Oliwier Przerwa

Zwycięstwo Przerwy przez poddanie w 1 rundzie
- Walka w kategorii lekkiej (do 70,3 kg / 155 lb):  Baysangur Achmadow –  Stanisław Krypets

Zwycięstwo Achmadowa przez jednogłośną decyzję sędziów
- Walka semi-pro kobiet w kategorii koguciej (do 61,2 kg / 135 lb):  Natalia Przygodzka –  Antonina Szyłko

Zwycięstwo Przygodzkiej przez TKO w 2 rundzie
- Walka semi-pro w umownym limice (do -68 kg):  Bartłomiej Starzyński –  Jan Sztejnert

Zwycięstwo Sztejnerta przez jednogłośną decyzję sędziów

### TFL 35: Queen of Thunderstrike
- Walka kobiet w kategorii/umownym limicie:  Judyta Rymarzak –  TBA[24]
- Walka kobiet w kategorii/umownym limicie:  Anita Bekus –  TBA[25]